# Митонтик
Митонтик (исп. Mitontic) — посёлок в Мексике, штат Чьяпас, входит в состав одноимённого муниципалитета и является его административным центром. Численность населения, по данным переписи 2020 года, составила 1275 человек.

## Общие сведения
Название Mitontic происходит из языка цоциль, но его значение не известно.
Поселение было основано в доиспанский период народом цоцили под названием Мильтонтик.
В середине XVI века доминиканские монахи, занимавшиеся евангелизацией местного населения, добавили к названию цоцильской деревни имя Архангела Михаила — Сан-Мигель-Мильтонтик.
13 февраля 1934 года губернатор Викторио Грахалес переименовывает поселение в Митонтик.
8 мая 1935 года Митонтик становится посёлком и административным центром одноимённого муниципалитета.